# أسبوع الطائر

الطائر أثناء اللعبة

أسبوع الطائر (بالإنجليزية: Bird Week)‏ (باليابانية: バード・ウィーク) وتنطق بادو أويكو، هي لعبة فيديو إلكترونية من نشر شركة أي إم آي توشيبا وصدرت في الأسواق اليابانية سنة 1986م، وتعمل حصراً لنظام نينتندو إنترتينمنت سيستم.

## طريقة اللعبة
تبدأ اللعبة من المرحلة الأولى إلى مرحلة 50 ، تقوم الطائر الأم بخطف مجموعة من الفراشات لإطعام أطفالها الجائعين، وعليها الحذر من خطورة النسر الأسود وحيوان آخر حتى لا تقتل الأم وتفشل المهمة، بالإضافة لتحذير الأم من ترك الأطفال أن يموتون جوعاً.